# Ragdog
 (mars 2019).
Ragdog est un groupe de rock espagnol, originaire de Vigo, en Galice. Il est le premier groupe sorti au label Sello Movistar (SEm), en mai 2008, avec un premier album distribué entièrement sur Internet, sans format physique (CD, disque vinyle et cassette).

## Biographie

### Débuts
Le groupe est formé à l'été 2001 dans un lycée situé dans la banlieue de Vigo. Quatre camarades décident de former un groupe dans le seul but de jouer et de s'amuser. Ils choisissent dans un premier temps le nom de Coldness.
Après un changement de formation, ils décident d'adopter un autre nom. À la tombola, ils sont surnommés Ragdog. Pour cette première formation sous ce nom, le groupe se compose d'Aleix Lores (voix, basse), Juanma Treinta (batterie), Alberto Legend (guitare), et Sergio (guitare). Après le départ d'un des guitaristes, le groupe se restructure avec l'arrivée de Pablo Pascual.

### Premières démos
En cours de création, le groupe parcourt différents lieux de Vigo. Ils sont expulsés d'une salle de répétition à Priegue, dans la municipalité de Pontevedra de Nigrán, soi-disant pour « avoir cassé la batterie, endommagé des microphones, mettant les amplificateurs à pleine vitesse... » À cette période, leur style musical pouvait être défini comme sale et troublant, et basées sur des reprises d'autres groupes tels que Nirvana, Oasis ou Silverchair. Leurs premiers morceaux sont chantés en anglais.
Grâce à leurs premiers concerts, ils réussissent à économiser assez d'argent pour enregistrer leur première démo aux studios Darbo à Cangas, quatre après-midi en juin 2002. Leurs deuxième et troisième démos comprend des morceaux pour la première fois en espagnol. La deuxième démo est réalisée en avril 2003, à la Casa de Tolos à Gondomar, avec Segundo Grandío, ancien membre de Siniestro Total. La troisième démo est réalisée au Oceanoestudio avec Javier Abreu à Nigrán, en septembre 2006. Cesdémos leur permettent de jouer dans des galeries en Galice, à Madrid, à Barcelone et à Valence. Entre les concerts, ils envoient une sélection de leurs propres morceaux à Fernando Montesinos, producteur de Madrid. Après des mois d’essais, Montesinos les contacte pour enregistrer un premier album.

### Premiers albums et séparation
L'enregistrement du premier album de Ragdog est réalisé aux studios de Fernando Montesinos à Madrid en septembre 2007. Des morceaux du groupe sont enregistrés, puis sélectionnés pour certains. Pendant l'enregistrement de l'album, ils jouent à la Sala Nova Olimpia de Vigo, désormais disparue, complétant ainsi sa capacité de plus de 1 000 personnes. Ils tournent en soutien au groupe Amaro Ferreiro pendant ses concerts dans la péninsule ibérique
Une fois les enregistrements finalisés, ils décident de chercher un label. À cette période, ils découvrent la création d'un nouveau label : Sello Espacio Movistar (SEm). Ce label permet à tout musicien sans contrat de poster des morceaux sur sa page pour qu’ils puissent être entendus. Ragdog présente sa chanson Nada más qui, en moins d’un mois, réussit à être le plus voté et écouté avec environ 40 000 auditeurs, devenant ainsi le premier groupe choisi par Espacio Movistar.
L'album Nada más devient premier des ventes à l'échelle nationale, atteignant le disque d'or numérique. La présentation de l'album leur permet de tourner en Amérique latine durant l'été 2008, et de jouer au Rock in Rio (scène spéciale du 28 juin), au Summercase, au Metrorock, et jouant avec Stereophonics. Tout au long de 2009 et 2010, ils tournent dans toute la péninsule et s'ouvrent aussi à Amaia Montero, et à Pereza.
En 2013, les membres décident de suspendre indéfiniment l'activité du groupe pour se concentrer à d'autres projets.

## Discographie

### Albums studio
- 2008 : Nada más
- 2011 : Bichos raros

### Singles
- 2008 : Nada más
- 2009 : Donde estabas
- 2009 : Donde estabas (avec Angy Fernández)
- 2011 : Tu y yo